# H.J. Heinz Company

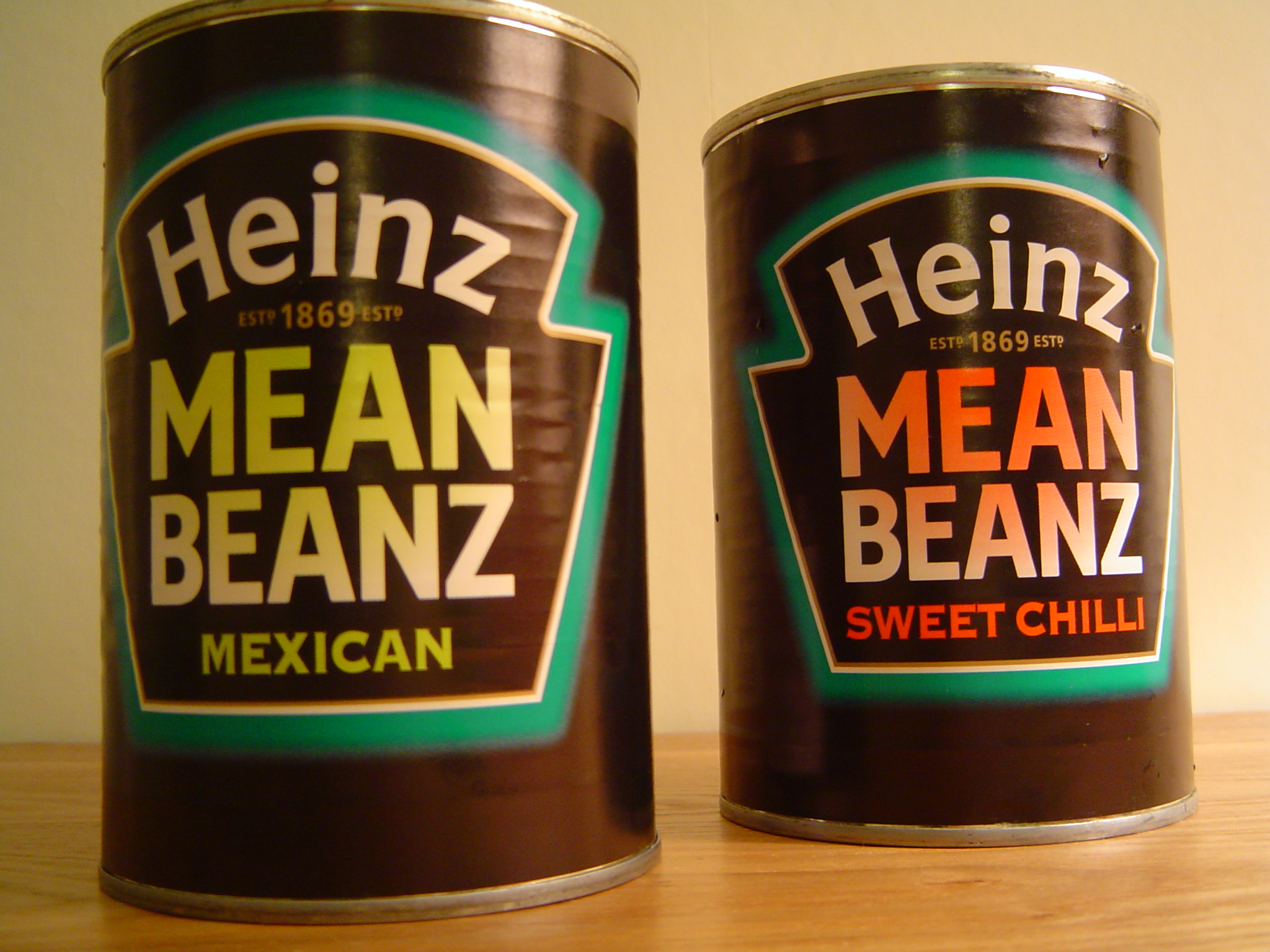
Mean Beanz van Heinz

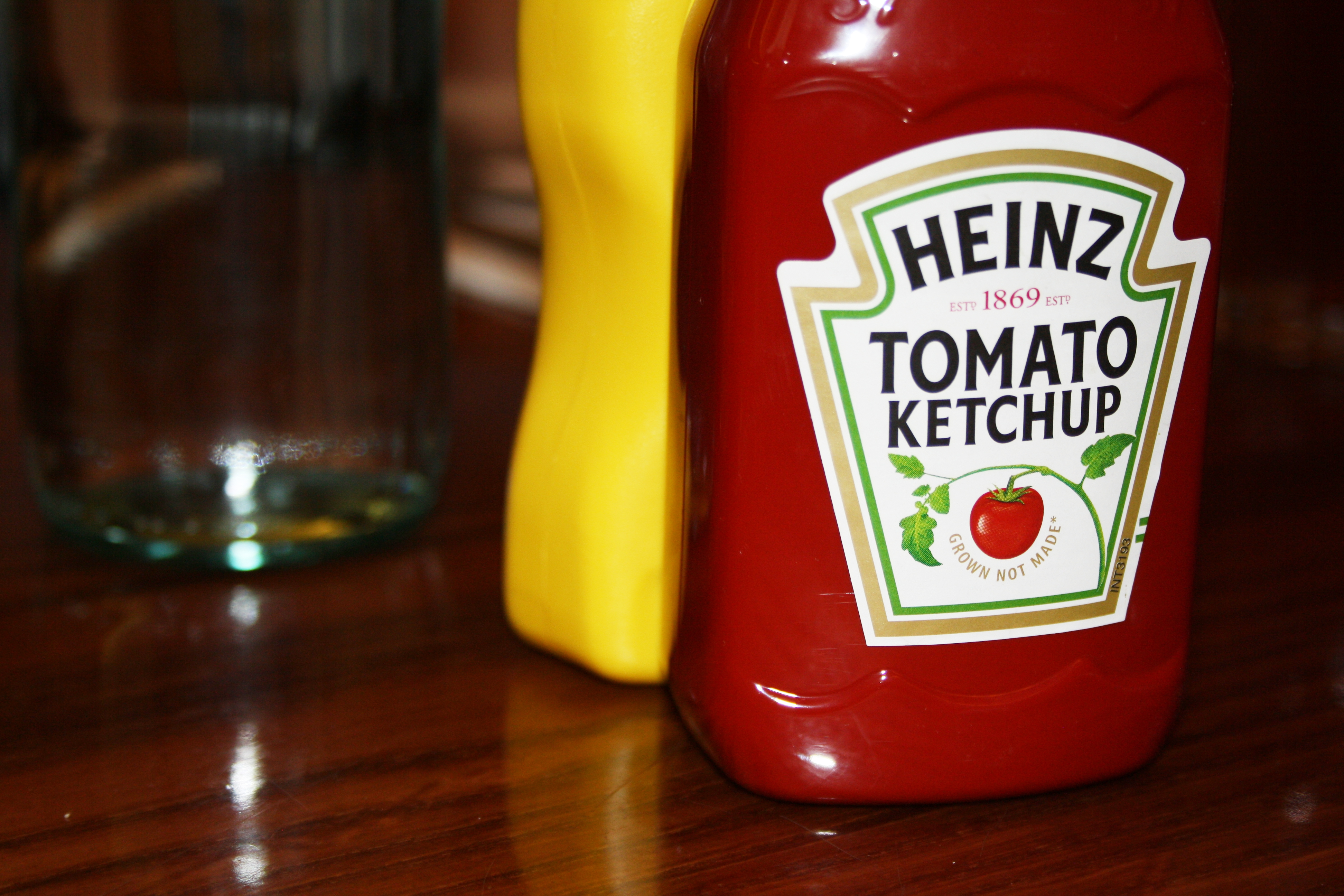
Ketchup van Heinz

H.J. Heinz, ook wel bekend als Heinz, was een Amerikaanse voedselproducent met het hoofdkantoor in Pittsburgh (Pennsylvania). Heinz was vooral bekend van zijn reclameleus "57 varieties" en zijn ketchup. In 2013 werd Heinz overgenomen door Berkshire Hathaway, het conglomeraat van Warren Buffett. In 2015 nam het Kraft Foods over en de combinatie is verder gegaan onder de naam Kraft Heinz Company.

## Geschiedenis
Heinz is opgericht in 1869 door Henry John Heinz in Sharpsburg, Pennsylvania. Heinz, destijds 25 jaar oud, begon met het leveren van smaakmakers aan lokale kruideniers met behulp van paard en wagen. Het eerste product van het bedrijf was mierikswortel, gevolgd door augurken, zuurkool en azijn.
Het bedrijf heette oorspronkelijk "the Anchor Pickle and Vinegar Works" en werd geleid door Heinz en zijn compagnon L.C. Noble. De naam veranderde in "Heinz, Noble & Company" in 1872 toen E.J. Noble toetrad en het bedrijf verhuisde naar Pittsburgh. Na een bankroet in 1875 begon Heinz opnieuw met de hulp van zijn broer John en zijn neef Frederick. In het jaar daarop introduceerden ze het product waarmee ze het bekendst zouden worden: tomatenketchup. Het nieuwe bedrijf was bekend als F. & J. Heinz tot 1888, toen Henry zijn broer uitkocht en het bedrijf zijn huidige naam gaf.
De reclameleus van het bedrijf, "57 varieties", werd gekozen door Henry Heinz in 1896 nadat hij een advertentie had gezien voor "21 soorten schoenen" in een metro in New York.
Henry Heinz overleed in 1919 en het bestuur van het bedrijf ging over naar zijn zoon Howard Heinz, die op zijn beurt in 1941 werd opgevolgd door H. J. Heinz II. Tegen 1972 was de omzet gestegen tot meer dan 1 miljard dollar. Heinz verkoopt wereldwijd meer dan 1.300 verschillende producten zoals ketchup, sandwichspread, bonen en  babyvoeding.
Henry J. Heinz II's zoon was de Amerikaanse senator John Heinz, die omkwam bij een vliegtuigongeluk op 4 april 1991. Zijn weduwe, Teresa trouwde met senator John Kerry in 1995. Kerry was in 2004 kandidaat voor het Amerikaanse presidentschap. Dankzij Teresa Kerry-Heinz speelde de Heinz Company een publicitaire bijrol tijdens de presidentsverkiezingen van 2004.
In 2006 poogde miljardair Nelson Peltz de macht in het bedrijf te grijpen. In een kort tijd verzamelde hij 18 miljoen aandelen, genoeg om tijdens de jaarlijkse aandeelhoudersvergadering een voorstel te kunnen doen om een aantal door Peltz geselecteerde kandidaten in de raad van bestuur te krijgen. Deze genomineerden zouden de huidige leden van de raad vervangen. Nadat er gestemd was, werden er twee van de vijf voorgestelde kandidaten in de raad van bestuur van Heinz benoemd, namelijk Nelson Peltz zelf en Michael Weinstein. Peltz wilde vooral de kosten verlagen. Peltz stelde kostenbesparingen tijdens de aandeelhoudersvergadering aan de orde waarmee hij hoopte steun te krijgen van de andere aandeelhouders.
In februari 2013 brachten Berkshire Hathaway, het investeringsbedrijf van Warren Buffett, en 3G Capital een bod uit ter waarde van US$ 23 miljard op H.J. Heinz Company. De aandeelhouders ontvingen US$ 72,50 per aandeel. Op 7 juni 2013 werd de overname afgerond en verdween ook het aandeel van de beurs.
In maart 2015 werd de overname van Kraft Foods aangekondigd. De combinatie is verdergaan als de Kraft Heinz Company met een totale jaaromzet van US$ 28 miljard.

## Resultaten
Heinz had een gebroken boekjaar dat eind april stopte. De lengte van het boekjaar varieerde; het duurt of 52 of 53 weken. Bijna de helft van de omzet werd behaald met de verkoop van ketchup en andere sauzen, circa 40% met de verkoop van maaltijden en snacks en bijna 10% met kindervoeding. In zowel Noord-Amerika als in Europa werd ongeveer een derde van de verkopen gerealiseerd. Ruim 10% van de omzet werd geleverd aan grote gebruikers in de Verenigde Staten en het restant van de omzet werd behaald in andere, niet genoemde regio’s.
| Jaar      | Omzet            | Nettoresultaat | Aantal werknemers |
| --------- | ---------------- | -------------- | ----------------- |
| 2007/2008 | $ 9.886 miljoen  | $ 847 miljoen  | 32.500            |
| 2008/2009 | $ 10.011 miljoen | $ 930 miljoen  | 32.400            |
| 2009/2010 | $ 10.495 miljoen | $ 914 miljoen  | 29.600            |
| 2010/2011 | $ 10.707 miljoen | $ 990 miljoen  | 34.800            |
| 2011/2012 | $ 11.649 miljoen | $ 923 miljoen  | 32.200            |
| 2012/2013 | $ 11.528 miljoen | $ 1023 miljoen | niet bekend       |
| 2013/2014 | $ 10.922 miljoen | $ 672 miljoen  | niet bekend       |

## Activiteiten in Benelux
H.J. Heinz Company nam in 2000 de CSM Food Division (CFD) over van CSM NV. Hiertoe behoorden de merken De Ruijter (hagelslag, gestampte muisjes), Venz (hagelslag), Karvan Cévitam en Roosvicee, Honig (macaroni en dergelijke), Baukje (bakproducten), Brinta en Saroma en HAK. Dit was Heinz' grootste overname buiten Noord-Amerika. In 2005 werd het merk HAK aan NPM Capital verkocht.
Heinz heeft fabrieken in België en Nederland, te weten in Elst (ketchup, mayonaise) en Utrecht (siropen, diksappen en broodbeleg). De eerste fabriek in Nederland van Heinz ontstond toen in 1958 de conservenfabriek Taminiau in Elst werd overgenomen dat eigendom was van de Centrale Suikermaatschappij. De opzet was om in deze fabriek soepen te gaan produceren voor de Benelux en de export.
In 1959 besloot het bedrijf tot uitbreiding en werd een tweede fabriek gebouwd dat eerst als magazijn zou gaan dienen en later als productie-eenheid.
Tot 2007 was er een productielocatie in Baarn en tot 2014 in Turnhout. In 2012 werd de productievestiging van Honig in Nijmegen gesloten, maar Heinz bouwde daar een laboratorium dat het grootste ontwikkelingscentrum van het concern buiten de Verenigde Staten is geworden. In april 2013 werd het geopend en er werkten toen ongeveer 170 mensen.

## Heinzmerken
Naast producten die onder de eigen naam Heinz werden verkocht, bezat Heinz ook een groot aantal andere bekende merken:
Verenigde Staten
- Bagel Bites - diepvriessnacks
- Boston Market - diepvriesmaaltijden, in licentie
- Capri-Sun
- Del Monte
- Kool-Aid
- Nancy's
- Ore-Ida - diepgevroren aardappelproducten
- Smart Ones - diepvriesmaaltijden (onder het merk Weight Watchers)
- Tassimo
- TGI Fridays - in licentie
- UFC ketchups
- Wylers

Nederland
- Amoy
- Brinta - pap
- Choca Works - Cacao-fantasievlokken
- Honig - soepen en pasta
- Karvan Cévitam - vruchtensiroop
- Roosvicee - dranken
- De Ruijter - hagelslag
- Venz - hagelslag
- Wijko - satésaus

Verenigd Koninkrijk
- Farleys
- HP Foods - sauzen
- HP Sauce - sauzen (geproduceerd in Nederland)
- Lea & Perrins
- TinyTums

Italië
- Catelli - pasta's en sauzen
- Classico - sauzen
- Plasmon

Venezuela
- Nenerina
- Polly
- Sonrissa Gelatine

Andere landen
- ABC soy sauce (Indonesië)
- Delimex - (Mexico)
- Greenseas - (Australië)
- Guloso - (Portugal)
- Kwatta - chocoladepasta (België)
- Olivina - (Zimbabwe)
- Orlando - tomaten (Spanje)
- Petrosoyuz - sauzen (Rusland)
- Wattie's - (Nieuw-Zeeland)
- Weight Watchers - (Frankrijk)